# Леле (австронезийский язык)
Леле (Elu-Kara, Hai, Lele Hai, Manus, Moanus, Usiai) — австронезийский язык, на котором говорят на острове Манус в провинции Манус в Папуа — Новой Гвинее.